# 鈴鹿王子
読みが「すずかおうじ」である日本の俳優だとすると、もしかして
- 鈴鹿央士

ではありませんか？